# Leucanella jordani
Leucanella jordani är en fjärilsart som beskrevs av Eugène Louis Bouvier 1933. Leucanella jordani ingår i släktet Leucanella och familjen påfågelsspinnare. Inga underarter finns listade i Catalogue of Life.